# Naald van Buffon

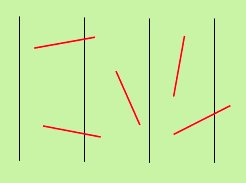
De kans dat een naald van Buffon op een lijn valt is rechtstreeks verbonden met het getal pi.

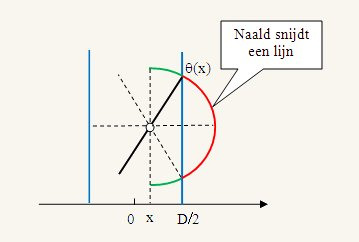
De kans dat een naald van Buffon op een lijn valt is gelijk aan de grootte van de rode hoek gedeeld door pi. Deze tekening is voor het geval dat de lengte van de naald gelijk is aan de afstand tussen twee opeenvolgende parallelle lijnen.

Met de naald van Buffon wordt in de kansrekening een experiment aangeduid waarmee experimenteel het getal pi ({\displaystyle \pi }) bepaald kan worden door naalden willekeurig op een rooster van evenwijdige lijnen te laten vallen. De kans dat een naald op een van de lijnen valt, is rechtstreeks verbonden met het getal {\displaystyle \pi }. Deze methode om {\displaystyle \pi } experimenteel door middel van kansrekening te benaderen is genoemd naar de Franse wetenschapper Georges-Louis Leclerc, Comte de Buffon. De methode is een avant la lettre-voorbeeld van een zogenaamde Monte Carlomethode.

## Lengte van de naald gelijk aan afstand tussen de lijnen
In het eenvoudigste geval is de lengte {\displaystyle L} van de naald gelijk aan de afstand {\displaystyle D} tussen twee opeenvolgende evenwijdige lijnen van het rooster. Kies een assenstelsel met de x-as loodrecht op de evenwijdige lijnen en de oorsprong midden tussen twee ervan. 
De kans dat een naald op een lijn ligt kan als volgt berekend worden. Door de symmetrie volstaat het na te gaan hoe groot de kans is, indien het middelpunt van de naald zich tussen {\displaystyle x=0} en {\displaystyle x=D/2} bevindt, zoals op bijgaande figuur. 
De hoek {\displaystyle \theta } die de naald maakt met de horizontale lijn ligt tussen {\displaystyle -\pi /2} en {\displaystyle +\pi /2}, en is tussen deze twee waarden uniform verdeeld. Als het middelpunt van de naald zich op positie x bevindt, zal de naald de lijn snijden als:
{\displaystyle -\arccos \left({\frac {D/2-x}{D/2}}\right)<\theta <\arccos \left({\frac {D/2-x}{D/2}}\right)}
Omdat {\displaystyle \theta } uniform verdeeld is op een interval met lengte {\displaystyle \pi }, is de (voorwaardelijke) kans {\displaystyle cp(x)} dat een naald met middelpunt op positie x de volgende lijn snijdt, gelijk aan de lengte van bovenstaand interval gedeeld door {\displaystyle \pi }, dus:
{\displaystyle cp(x)={\frac {2}{\pi }}\arccos \left({\frac {D-2x}{D}}\right)}
Omdat de plaats van het middelpunt uniform verdeeld is op het interval [0,D/2],
is de gevraagde kans {\displaystyle p} de integraal over de mogelijke waarden van {\displaystyle x}, dus van {\displaystyle x=0} en {\displaystyle x=D/2}, gedeeld door de lengte van dit interval:
{\displaystyle p={\frac {2}{D}}\int _{0}^{D/2}\,{\frac {2}{\pi }}\arccos \left({\frac {D-2x}{D}}\right)\,{\rm {d}}x={\frac {2}{\pi }}}

## Andere lengtes
Andere gevallen waarbij de lengte {\displaystyle L} van de naald niet gelijk is aan de afstand {\displaystyle D} tussen de lijnen, kunnen op analoge manier door middel van een integraal bepaald worden.
- Indien de naald korter is dan de afstand tussen de lijnen, wordt de kans:

{\displaystyle p={\frac {2}{D}}\,\int _{(D-L)/2}^{D/2}\,{\frac {2}{\pi }}\arccos \left({\frac {D-2x}{L}}\right)\,{\rm {d}}x={\frac {2L}{D\pi }}}
- Indien de naald langer is dan de afstand tussen de lijnen, wordt de kans:

{\displaystyle p={\frac {2L}{D\pi }}-{\frac {2}{D\pi }}\left[{\sqrt {L^{2}-D^{2}}}+D\arcsin \left({\frac {D}{L}}\right)\right]+1}

## Schatting van π
De Italiaanse wiskundige Mario Lazzarini voerde in 1901 een experiment met de naalden van Buffon uit, met naalden waarvan de lengte 5/6 was van de afstand tussen de parallelle lijnen. Met {\displaystyle n=3408} naalden kreeg hij de welbekende rationale schatting 355/113 voor {\displaystyle \pi }, een zeer nauwkeurig resultaat, dat pas in het zevende cijfer na de komma verschilt van de juiste waarde. 
Het vermoeden bestaat dat Lazzarini het experiment niet werkelijk heeft uitgevoerd, maar naar het resultaat heeft toegewerkt. Dit vindt steun in de keuze van het aantal van 3408 experimenten en de verhouding {\displaystyle L/D=5/6} tussen de lengte {\displaystyle L} van de naald en de afstand {\displaystyle D} tussen de lijnen. De schatting van {\displaystyle \pi } bedraagt immers:
{\displaystyle {\frac {2L}{D}}{\frac {n}{k}}},
waarin {\displaystyle k} het aantal keren is dat de naald een lijn snijdt. Om mooi bij de breuk 355/113 uit te komen, moet:
{\displaystyle {\frac {2L}{D}}{\frac {n}{k}}={\frac {355}{113}}},
dus is {\displaystyle L/D=5/6} een geschikte keuze, zodat
{\displaystyle {\frac {n}{k}}={\frac {213}{113}}},
en toevallig(?) is {\displaystyle n=3408=16\times 213}
Het is goed mogelijk dat Lazzarini zijn artikel slechts als grap bedoeld heeft. Het verscheen in een tijdschrift voor wiskundedocenten en zorgvuldige lezing van beschrijving van de machine die het werk zou hebben gedaan, leert meteen dat die het experiment niet correct zou hebben kunnen uitvoeren.